# Pavel Njachajčyk
Pavel Aljaksandravič Njachajčyk (in bielorusso Павел Аляксандравіч Няхайчык?; Minsk, 15 luglio 1988) è un ex calciatore bielorusso, di ruolo centrocampista.

## Carriera
Pavel esordisce nel BATĖ Borisov da professionista nel 2008 contro il Daryda Minski raën, vinta dalla sua squadra per 1-0. In questa stagione gioca 7 partite nella massima serie bielorussa. Nel 2008-2009 gioca stabilmente nella squadra, totalizzando 26 presenze segnando 4 reti, partecipando anche alle 6 partite di Champions League, segnando una rete nel match contro lo Zenit San Pietroburgo, poi terminato 1-1.
Nella stagione 2009-2010 gioca 22 partite impreziosite da 3 reti, giocando anche in Europa League.
Nel 2010-2011 mette a segno la sua prima tripletta in carriera, ai danni della squadra islandese dell'FH Hafnarfjörður, poi terminata 5-1. In campionato registra 13 presenze segnando 3 reti.

## Palmarès

### Club

#### Competizioni nazionali
- Campionato bielorusso: 4

BATĖ Borisov: 2007, 2008, 2009, 2010
- Coppa di Bielorussia: 2

BATĖ Borisov: 2009-2010, 2020-2021
- Supercoppa di Bielorussia: 3

BATĖ Borisov: 2010, 2011, 2022